# Pachybatenus
Pachybatenus is een geslacht van kevers uit de familie van de loopkevers (Carabidae). De wetenschappelijke naam van het geslacht is voor het eerst geldig gepubliceerd in 1973 door Basilewsky.

## Soorten
Het geslacht Pachybatenus is monotypisch en omvat slechts de volgende soort:
- Pachybatenus obscurus Basilewsky, 1973